# Маснада, Фаусто
Фаусто Маснада (итал. Fausto Masnada, род. 6 ноября 1993 в Бергамо, Италия) — итальянский профессиональный шоссейный велогонщик, выступающий  с августа 2020 года за команду мирового тура «Deceuninck-Quick Step».

## Достижения
2014
7-й Руота д'Оро
2015
1-й Пикколо Джиро ди ЛомбардияРуота д'Оро
9-й Тур Фриули–Венеции-Джулии
2016
1-й Джиро дель Медио Брента
2017
3-й Тур Турции
3-й Тур Юры
7-й Джиро дель Аппеннино
2018
1-й  Тур Хайнаня
1-й на этапе 8
1-й  Горная классификация Тур Словении
3-й Джиро дель Аппеннино
6-й Международная неделя Коппи и Бартали
10-й Трофей Лайгуэльи
2019
1-й на этапе 6 Джиро д’Италия
2-й Джиро дель Аппеннино
3-й Джиро ди Сицилия
1-й  Горная классификация
5-й Тур Альп
1-й на этапах 3 и 6
7-й Тур Словении
8-й Кубок Уго Агостони
2020
6-й Тиррено — Адриатико
9-й Тур дю От-Вар

## Статистика выступлений на Гранд-турах
| Гонка           | 2018 | 2019 |
| --------------- | ---- | ---- |
| Джиро д’Италия  | 26   | 20   |
| Тур де Франс    | —    | —    |
| Вуэльта Испании | —    | —    |

| — | Не участвовал |